# ای‌تی‌اندتی تی‌وی
ای‌تی‌اندتی تی‌وی (انگلیسی: AT&T TV) شبکه‌ای از خانواده تلویزیونی چندکاناله اینترنتی است که توسط ای‌تی‌اندتی در ایالات متحده آمریکا ارائه شده‌است.